# Зиброва, Оксана Владимировна
Оксана Владимировна Зиброва (22 мая 1972, Северо-Курильск, Сахалинская область) — российский балетмейстер, режиссёр театра, заслуженная артистка Республики Северная Осетия — Алания.

## Биография
Родилась 22 мая 1972 года на о. Парамушир Сахалинской области, в Северо-Курильске.
В 1992 году окончила Камчатский колледж искусств. В 1999 году окончила Санкт-Петербургский государственный университет культуры и искусств.
С 2005 года работает балетмейстером-постановщиком в Ростовском академическом молодёжном театре. С 2014 года активно сотрудничает с ростовским независимым театром «18+».
Живёт и работает в Ростове-на-Дону.

## Режиссёрские работы
- 2014 — «Сеанс» (либретто — С. Медведев). Ростовский-на-Дону академический молодёжный театр, Ростов-на-Дону.[4][5]
- 2014 — «Сеанс» (либретто — С. Медведев). Театр «18+», Ростов-на-Дону.[6]
- 2015 — «Любовь, мечта и бигуди» (драм. А. Донатова). Театр «18+», Ростов-на-Дону.[7]
- 2016 — «Саша, вынеси мусор» (драм. Н. Ворожбит). Театр «18+», Ростов-на-Дону.[1]
- 2017 — «Чёрная икра» (драм. С. Медведев). Театр «18+», Ростов-на-Дону.[3][8]
- 2018 — «12 интервью о победах и поражениях на личном фронте» (драм. С. Медведев). Театр «18+», Ростов-на-Дону.[9]
- 2020 — «Машина» (драм. С. Медведев). Арт-центр MAKARONKA, Ростов-на-Дону.[10]
- 2021 — «Человек-подушка» (драм. М. Макдонах). Арт-центр MAKARONKA, Ростов-на-Дону.